# 31 juli
31 juli is de 212de dag van het jaar (213de dag in een schrikkeljaar) in de gregoriaanse kalender. Hierna volgen nog 153 dagen tot het einde van het jaar.

## Gebeurtenissen
- Algemeen
  - 1498 - Christoffel Columbus ontdekt de eilanden Trinidad en Tobago.
  - 1982 - Bij het Franse Beaune komen 53 mensen (waaronder 46 kinderen) om bij een busongeluk.
  - 2009 - In het Noorse gedeelte van het Skagerrak dreigt een milieuramp als gevolg van de gestrande Chinese handysize bulkcarrier Full City.
  - 2016 - Bij een jeepongeluk in Bolivia komen zeker vijf toeristen om het leven, onder wie drie Belgen. De jeep was onderweg naar de Salar de Uyuni, de grootste zoutvlakte ter wereld, voor een meerdaagse expeditie.
- Infrastructuur
  - 1958 - Afschaffing van het tolgeld in de Waaslandtunnel onder de Schelde in Antwerpen.
  - 1978 - In Vlaanderen worden de laatste streektrams opgeheven: Brussel - Wemmel, Brussel - Koningslo en Brussel - Grimbergen.
- Media
  - 1962 - Om 23:59 stopt zeezender Radio Mercur met haar officiële programma's, omdat de Scandinavische landen de volgende dag de antizeezenderwet in werking laten treden.
  - 1968 - De eerste aflevering van de komische serie Dad's Army wordt uitgezonden op de BBC.
  - 2003 - In het Avonturenpark Hellendoorn vindt het laatste optreden plaats van Bassie en Adriaan. Enkele dagen daarvoor wordt bekendgemaakt dat bij "acrobaat" Aad van Toor de ziekte kanker is geconstateerd. Hierdoor moest de geplande afscheidstournee worden onderbroken. Pas later werd duidelijk dat dit het allerlaatste optreden was.
  - 2021 - Joost Prinsen stopt na vier jaar met zijn rubriek Joost mag 't weten in het Algemeen Dagblad, waarin hij lezersvragen beantwoordde over problemen met de omgang met anderen.
- Oorlog
  - 1667 - De Vrede van Breda wordt gesloten, waarmee de Tweede Engels-Nederlandse Oorlog ten einde komt.
- Politiek
  - 1830 - Koning Karel X van Frankrijk wordt gedwongen tot troonsafstand en vlucht naar het buitenland.
  - 1959 - Oprichting van de terroristische organisatie 'Euskadi Ta Askatasuna', beter bekend als ETA of Baskische Afscheidingsbeweging
  - 1972 - IRA-bomaanslag in Claudy, Noord-Ierland. Er ontploffen 3 bommen waarbij negen mensen om het leven komen.
  - 1990 - Het Gemeentekrediet wordt door de Vlaamse regering aangeduid als kassier van de Vlaamse Gemeenschap. Vanaf 1 januari 1991 zal de bank zo'n 407 miljard frank beheren.
  - 1991 - De militaire leider van Togo, generaal Étienne Eyadéma, heeft persoonlijk een handje geholpen bij het martelen van politieke gevangenen, stellen afgevaardigden op de nationale conferentie over de politieke toekomst van het West-Afrikaanse land.
  - 1991 - Oppositieleiders in Madagaskar verwerpen het voorstel van president Didier Ratsiraka om zitting te nemen in een coalitieregering.
  - 2017 - De Verenigde Staten leggen sancties op aan de Venezolaanse president Nicolás Maduro.
- Recreatie
  - 1983 - In het Disneyland Park te Anaheim wordt de attractie Casey Jr. Circus Train geopend.
- Sport
  - 1918 - Oprichting van AZC Zutphen, een Nederlandse amateurvoetbalclub uit Zutphen.
  - 1954 - De top van de K2 in het Himalayagebergte wordt voor het eerst bereikt.
  - 1967 - Mark Spitz verbetert in Winnipeg het wereldrecord op de 100 meter vlinderslag van Luis Nicolao met zeventiende van een seconde tot 56,3.
  - 1980 - Met een worp van 81,80 meter verbetert Sovjet-atleet Joeri Sedych niet alleen het wereldrecord kogelslingeren van zijn collega Sergej Litvinov (81,66 meter), hij verwerft daarmee ook de olympische titel.
  - 1992 - Kieren Perkins scherpt bij de Olympische Spelen in Barcelona zijn eigen wereldrecord op de 1500 meter vrije slag aan tot 14.43,48. Het oude record (14.48,40) stond sinds 5 april op naam van de Australische zwemmer.
  - 2004 - Opening van de Kombank Arena in de Servische hoofdstad Belgrado.
  - 2014 - De Kiribatische gewichtheffer David Katoatau wint een gouden medaille tijdens de Gemenebestspelen. Hij is de eerste sporter die namens Kiribati goud weet te winnen op een groot sportevenement.
  - 2015 - Het Internationaal Olympisch Comité wijst de Olympische Winterspelen van 2022 toe aan Peking.[1]
  - 2019 - John van 't Schip is benoemd tot bondscoach van Griekenland.
  - 2021 - Dick Advocaat is opnieuw benoemd als bondscoach, dit keer gaat hij proberen Irak te kwalificeren voor het WK 2022.
  - 2022 - Merel Smulders wint een bronzen medaille op het WK BMX in Nantes. Felicia Stancil uit Amerika rijdt naar goud.[2]
- Wetenschap en technologie
  - 1849 - Benjamin Chambers vindt het achterladerkanon uit.
  - 1938 - De Britse stoomlocomotief Mallard bereikt een snelheid van 202,7 km/h, een record dat zestig jaar zou stand houden.
  - 1971 - De Apollo 15, met aan boord piloot Alfred Worden en de astronauten David Scott en James Irwin, landt op de maan.[3] Enige uren later verkennen astronauten David Scott en James Irwin de Maan in een maanauto. Ze leggen een afstand af van zo'n 10 km.[4]
  - 2023 - ESA geeft de eerste afbeeldingen die door de Euclid-ruimtetelescoop zijn gemaakt vrij. Het gaat om afbeeldingen die zijn gemaakt in zichtbaar licht door het VIS-instrument en om infrarode afbeeldingen gemaakt door het NISP-instrument.[5]
  - 2023 - De Australische ruimtevaartorganisatie Australian Space Agency maakt bekend dat het object dat op 17 juli j.l. op een strand in de buurt van Jurien Bay is aangetroffen zeer waarschijnlijk een restant is van de derde trap van een draagraket van de Indiase ruimtevaartorganisatie ISRO.[6][7] Een zegspersoon van ISRO meldt dat het waarschijnlijk gaat om een onderdeel van de raket die op 29 mei is gelanceerd.[8]
  - 2023 - De Universiteit van Washington maakt bekend dat het kunstmatig intelligent algoritme HelioLinc3D op 18 juli 2023 voor het eerst een PHA, potentieel gevaarlijke planetoïde, heeft ontdekt in gegevens die beschikbaar zijn gesteld door het ATLAS project. Wegens gefragmenteerde waarnemingen konden bestaande onderzoeksprojecten het object eerder niet herkennen.[9] Het Minor Planet Center heeft het object de naam 2022 SF289 toegewezen.[10]

## Geboren

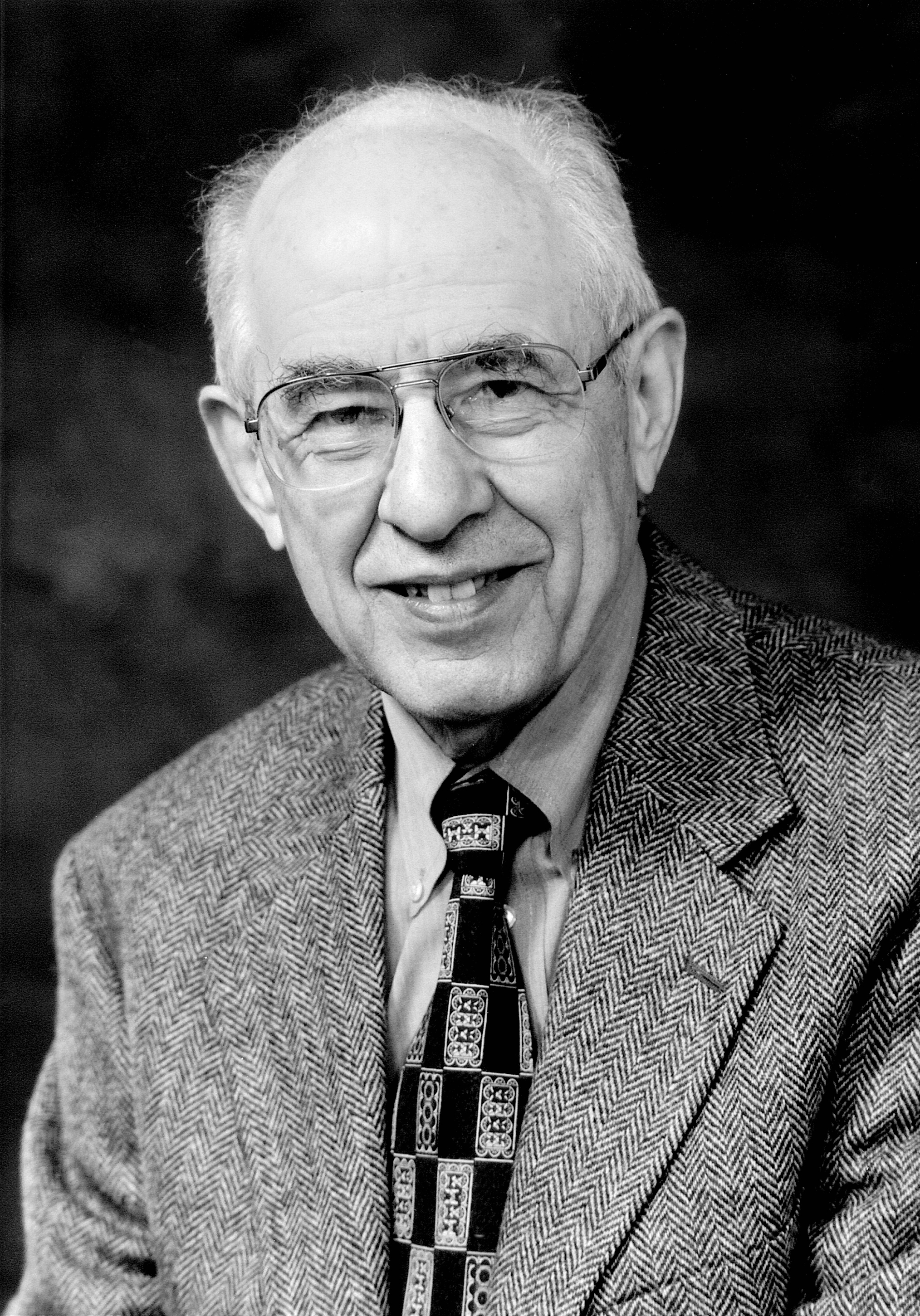
Hilary Putnam
geboren in 1926

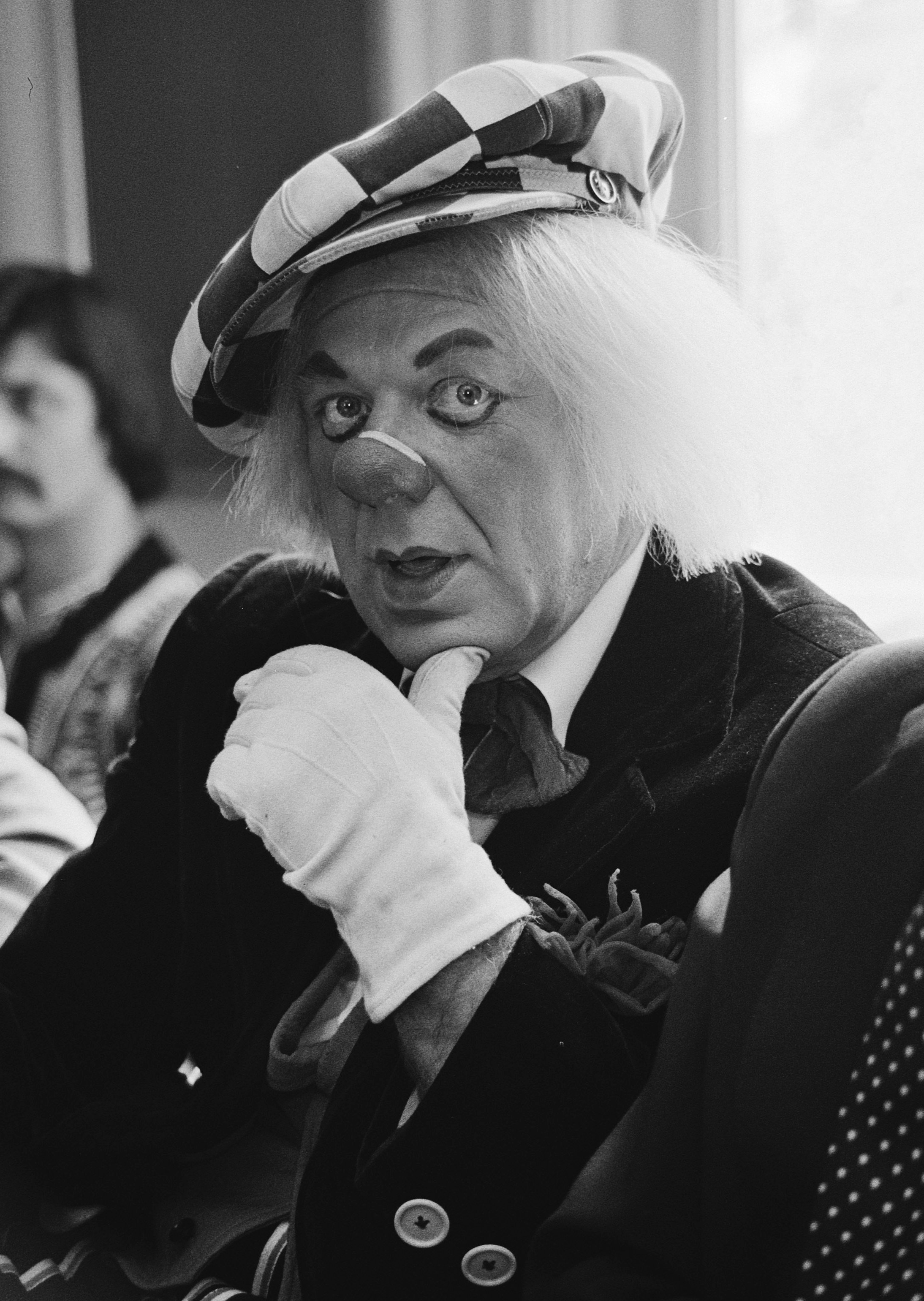
Oleg Popov
geboren in 1930

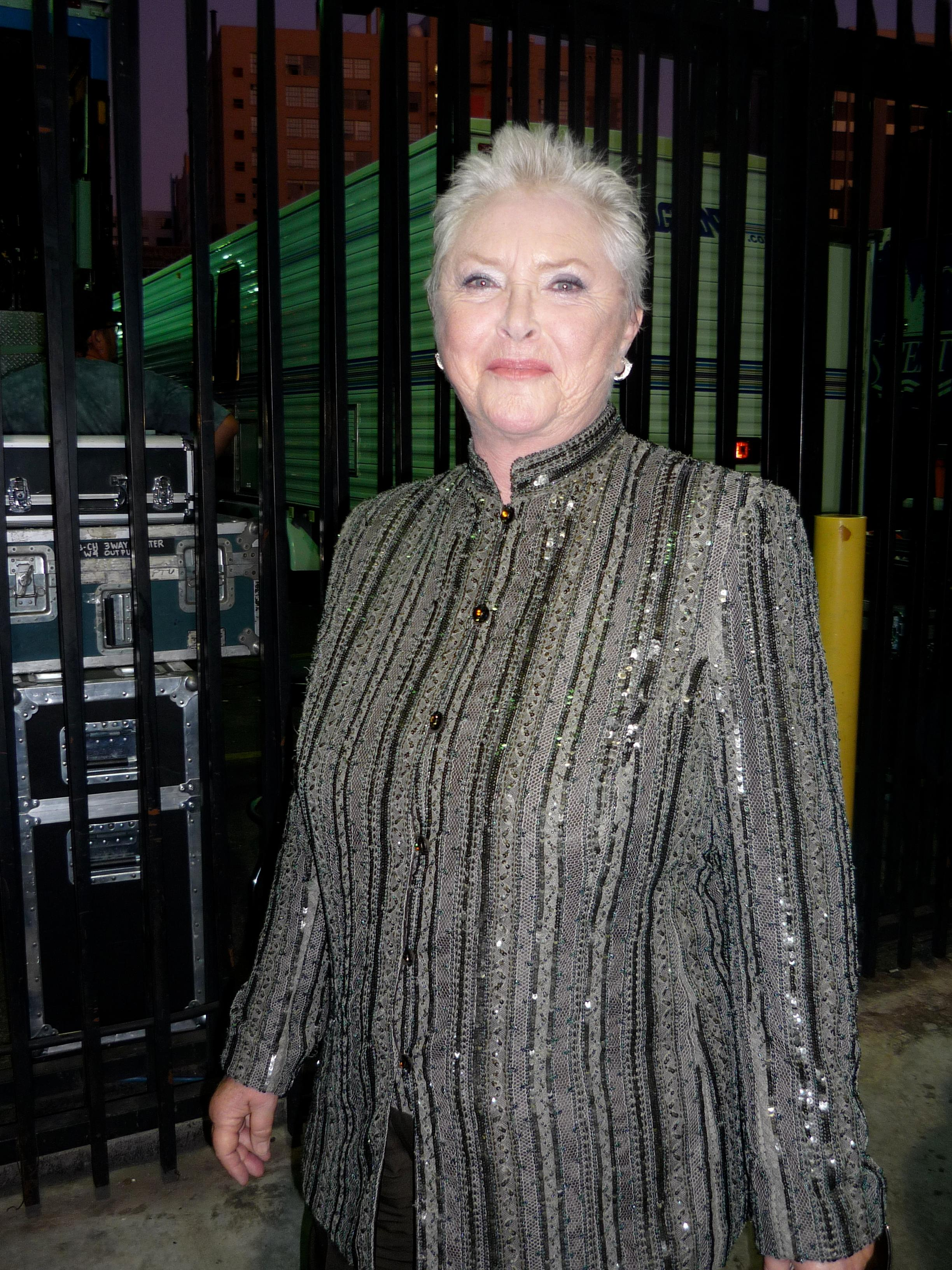
Susan Flannery
geboren in 1939

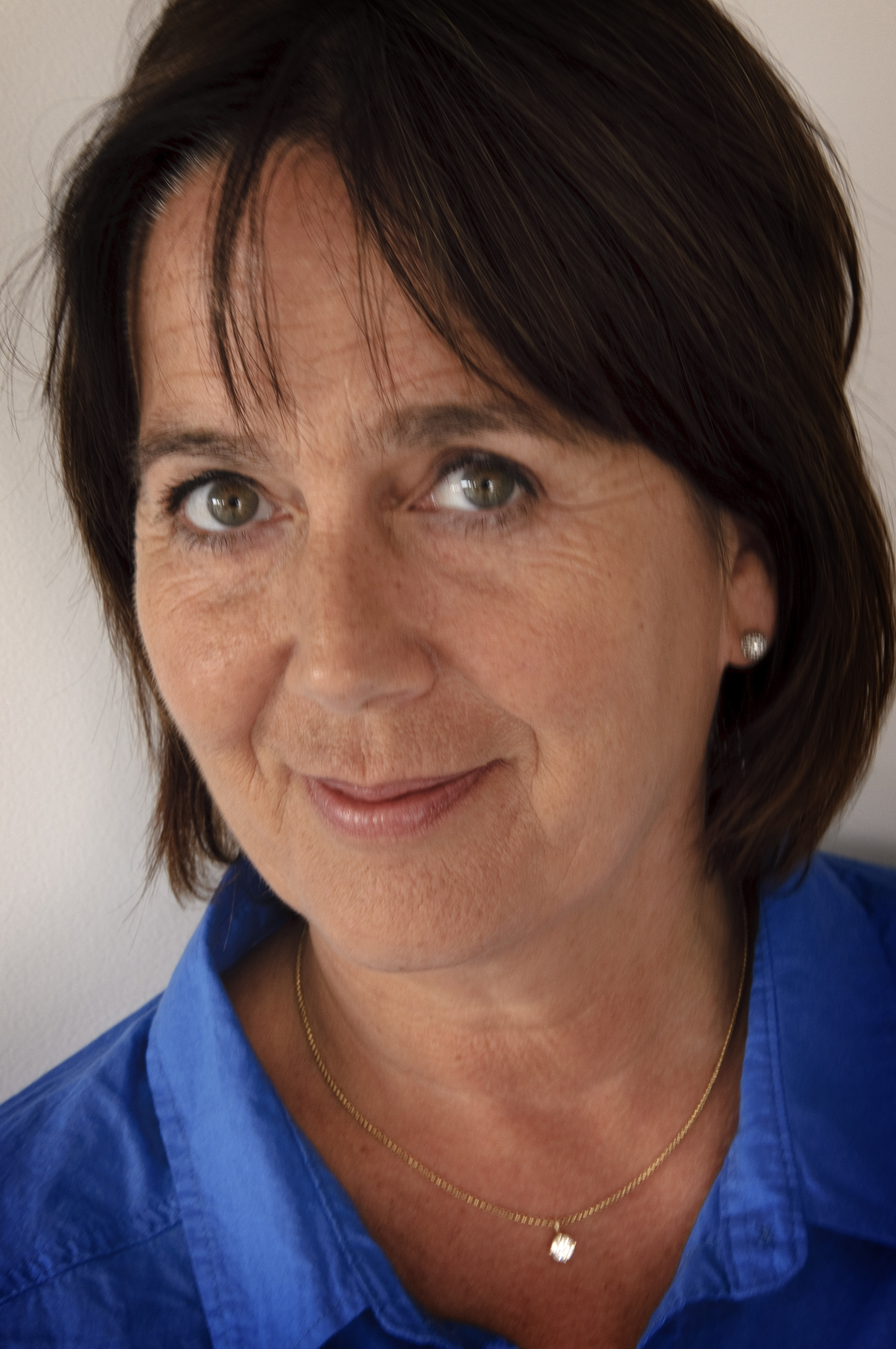
Yvonne van den Hurk
geboren in 1959

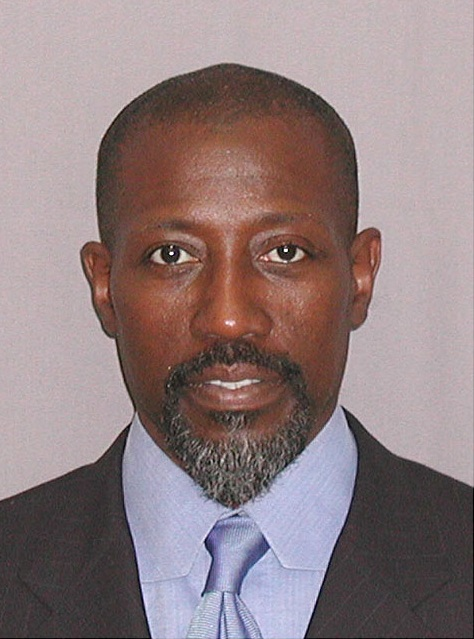
Wesley Snipes
geboren in 1962

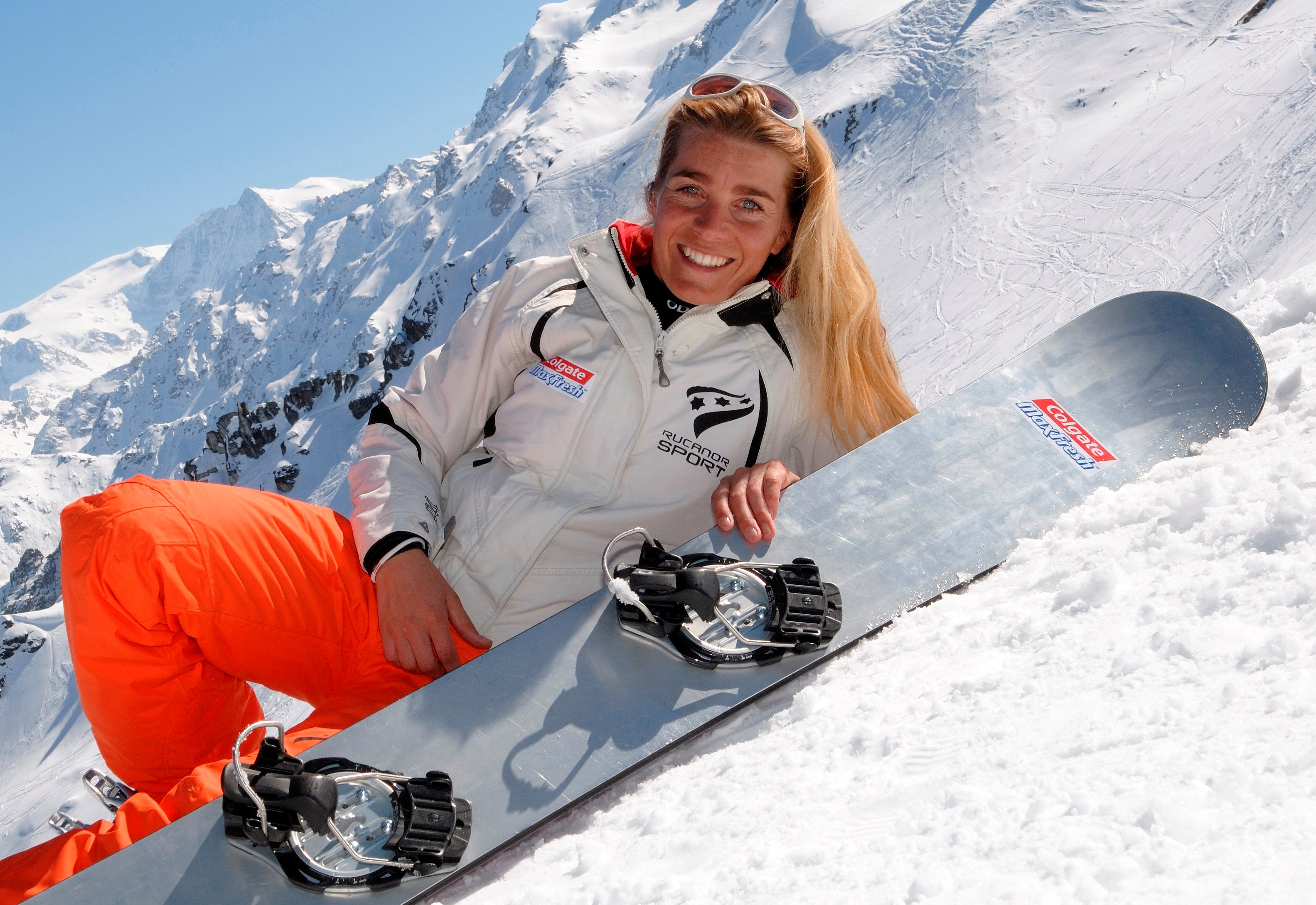
Nicolien Sauerbreij
geboren in 1979

- 1636 - Josias II van Waldeck-Wildungen, Duits graaf en generaal (overleden 1669)
- 1640 - Michaël Korybut Wiśniowiecki, koning van Polen (overleden 1673)
- 1704 - Gabriel Cramer, Zwitsers wiskundige (overleden 1752)
- 1712 - Johann Samuel König, Duits-Zwitsers wiskundige (overleden 1757)
- 1718 - John Canton, Brits natuurkundige (overleden 1772)
- 1800 - Friedrich Wöhler, Duits scheikundige (overleden 1882)
- 1809 - Alphonse della Faille de Leverghem, Belgisch politicus (overleden 1879)
- 1812 - Amélie van Leuchtenberg, dochter van Eugène de Beauharnais en Augusta van Beieren (overleden 1871)
- 1844 - Karel August van Saksen-Weimar-Eisenach, erfgroothertog (overleden 1894)
- 1847 - Ignacio Cervantes Kawanagh, Cubaans componist en pianist (overleden 1905)
- 1858 - Richard Dixon Oldham, Iers geoloog en seismoloog (overleden 1936)
- 1883 - Ramón Fonst, Cubaans schermer (overleden 1959)
- 1884 - Cecilia Callebert, Belgisch pianiste en componiste (overleden 1978)
- 1886 - Constant Permeke, Belgisch expressionistisch kunstschilder (overleden 1952)
- 1897 - Gerrit Benner, Nederlands kunstschilder (overleden 1981)
- 1898 - Maria Kljonova, marinegeoloog uit de voormalige Sovjet-Unie (overleden 1976)
- 1908 - Jacques Stevens, Nederlands persfotograaf (overleden 2007)
- 1912 - Milton Friedman, Amerikaans econoom en Nobelprijswinnaar (overleden 2006)
- 1914 - Isolde Ahlgrimm, Oostenrijks klaveciniste (overleden 1995)
- 1914 - Louis de Funès, Frans regisseur en filmacteur (overleden 1983)
- 1915 - Mario Bava, Italiaans regisseur (overleden 1980)
- 1916 - Ignacio Trelles, Mexicaans voetbalcoach (overleden 2020)
- 1918 - Paul D. Boyer, Amerikaans biochemicus en Nobelprijswinnaar (overleden 2018)
- 1918 - Wim Roosen, Nederlands voetballer, atleet en sportbestuurder (overleden 1986)
- 1919 - Primo Levi, Italiaans schrijver (overleden 1987)
- 1921 - Gaston Bogaerts, Belgisch percussionist en schilder (overleden 2022)
- 1921 - Donald Malarkey, Amerikaans WO II-veteraan (overleden 2017)
- 1921 - Tore Sjöstrand, Zweeds atleet (overleden 2011)
- 1922 - Lorenzo Antonetti, Italiaans geestelijke en kardinaal (overleden 2013)
- 1922 - Frans Vorstman, Nederlands acteur (overleden 2011)
- 1923 - Ton Albers, Nederlands beeldend kunstenaar (overleden 2017)
- 1923 - Stephanie Kwolek, Amerikaans scheikundige en uitvindster (overleden 2014)
- 1924 - Henk Beuke, Nederlands burgemeester (overleden 2013)
- 1926 - Hilary Putnam, Amerikaans filosoof (overleden 2016)
- 1929 - José Santamaría, Spaans-Uruguayaans voetballer en voetbalcoach
- 1930 - Oleg Popov, Russisch clown (overleden 2016)
- 1931 - Nick Bollettieri, Amerikaans tenniscoach (overleden 2022)
- 1931 - Kenny Burrell, Amerikaans jazzgitarist
- 1931 - Ivan Rebroff, Duits zanger (overleden 2008)
- 1931 - Lo van Wachem, Nederlands topbestuurder (overleden 2019)
- 1932 - Cees Dam, Nederlands architect
- 1932 - John Searle, Amerikaans filosoof
- 1933 - Cees Nooteboom, Nederlands dichter en schrijver
- 1935 - Geoffrey Lewis, Amerikaans filmacteur/-regisseur (overleden 2015)
- 1936 - Boniface Alexandre, president van Haïti (overleden 2023)
- 1937 - Frans Körver, Nederlands voetbaltrainer (overleden 2024)
- 1939 - Susan Flannery, Amerikaans actrice
- 1940 - Fleur Jaeggy, Zwitsers auteur
- 1941 - Heather McKay, Amerikaanse multisport atlete
- 1942 - Paul Peters, Nederlands politicus (overleden 2024)
- 1942 - Triztán Vindtorn, Noors dichter (overleden 2009)
- 1943 - Roberto Lopes de Miranda (Roberto Miranda), Braziliaans voetballer
- 1944 - Geraldine Chaplin, Amerikaans actrice
- 1944 - Paolo Pileri, Italiaans motorcoureur (overleden 2007)
- 1945 - Bob Welch, Amerikaans gitarist en songwriter (overleden 2012)
- 1947 - Johan Heins, Nederlands springruiter
- 1950 - Jan Simon Minkema, Nederlands acteur
- 1950 - Charlie Williams, Brits motorcoureur
- 1951 - Evonne Goolagong, Australisch tennisster
- 1953 - Hugo Gottardi, Argentijns voetballer
- 1953 - Annemarie Penn-te Strake, Nederlands juriste en burgemeester
- 1953 - Walter Vandenbossche, Belgisch politicus
- 1955 - Lars Bastrup, Deens voetballer
- 1955 - Bart Caron, Belgisch politicus
- 1956 - Michael Biehn, Amerikaans acteur
- 1956 - Jacinta De Roeck, Belgisch politica
- 1959 - Yvonne van den Hurk, Nederlands actrice
- 1959 - Saskia Laroo, Nederlands jazzmusicus
- 1959 - Andrew Marr, Brits journalist
- 1961 - Paul Duchesnay, Canadees-Frans kunstschaatser
- 1961 - Isabel Varell, Duits zangeres en actrice
- 1962 - Caroline De Bruijn, Nederlands actrice
- 1962 - Wesley Snipes, Amerikaans filmacteur
- 1964 - Jim Corr, Iers muzikant
- 1964 - Urmas Hepner, Estisch voetballer
- 1965 - Joanne Rowling, Brits schrijfster
- 1966 - Dean Cain, Amerikaans acteur
- 1966 - Jim True-Frost, Amerikaans acteur
- 1966 - Yoshiyuki Matsuyama, Japans voetballer
- 1966 - Rob McKinnon, Schots voetballer
- 1967 - Gabriele Marotta, Italiaans autocoureur
- 1968 - Ron Neymann, Nederlands schaatscoach
- 1969 - Antonio Conte, Italiaans voetballer en voetbalcoach
- 1969 - Stephen Noteboom, Nederlands tennisser
- 1969 - Jur Vrieling, Nederlands springruiter
- 1969 - Thorsten Wilhelms, Duits wielrenner
- 1970 - Tjapko Poppens, Nederlands politicus (VVD)
- 1971 - Eve Best, Brits actrice
- 1971 - Christina Cox, Canadees actrice
- 1972 - Iva Bicanic, Nederlands klinisch psychologe
- 1972 - Lara Rense, Nederlands radiopresentatrice
- 1973 - Katrien Partyka, Belgisch politica
- 1973 - Henk Vogels, Australisch wielrenner
- 1974 - Emilia Fox, Brits actrice
- 1975 - Wilson Boldewijn, Nederlands tv-presentator en journalist
- 1976 - Diego De Ascentis, Italiaans voetballer
- 1976 - Louise Jöhncke, Zweeds zwemster
- 1976 - Paulo Wanchope, Costa Ricaans voetballer
- 1977 - Jennifer Kessy, Amerikaans beachvolleyballer
- 1978 - Jorge Acuña, Chileens voetballer
- 1978 - Will Champion, Brits drummer
- 1978 - Clayton Pisani, Maltees voetbalscheidsrechter
- 1978 - Justin Wilson, Brits autocoureur (overleden 2015)
- 1979 - Per Krøldrup, Deens voetballer
- 1979 - Benjamin Joseph Novak, Amerikaans acteur, komiek en scenarioschrijver
- 1979 - Nicolien Sauerbreij, Nederlands snowboardster
- 1980 - Assaad Bouab, Frans acteur
- 1981 - M. Shadows, Amerikaans zanger
- 1982 - Michael Jung, Duits eventingruiter
- 1982 - Edmond Kapllani, Albanees voetballer
- 1982 - Anabel Medina Garrigues, Spaans tennisster
- 1983 - Hurşut Meriç, Nederlands voetballer
- 1985 - Marcos Danilo Padilha, Braziliaans voetbaldoelman (overleden 2016)
- 1985 - Rémy Di Grégorio, Frans wielrenner
- 1985 - Brimin Kipruto, Keniaans atleet
- 1985 - Jean-Philippe Leguellec, Canadees biatleet
- 1985 - Alissa White-Gluz, Canadees zangeres
- 1986 - Zoltán Kelemen, Roemeens kunstschaatser
- 1986 - Milano Koenders, Surinaams-Nederlands voetballer
- 1986 - Svetlana Sleptsova, Russisch biatlete
- 1987 - Michael Bradley, Amerikaans voetballer
- 1987 - Mikaël Brageot, Frans piloot
- 1987 - Thomas Guldhammer, Deens wielrenner
- 1987 - Anouk Maas, Nederlands actrice
- 1987 - Jānis Šmēdiņš, Lets beachvolleyballer
- 1989 - Viktoryja Azarenka, Wit-Russisch tennisster
- 1990 - Ruby Modine, Amerikaans actrice
- 1991 - Kenza Dali, Frans voetbalster
- 1992 - Maurice Deville, Luxemburgs voetballer
- 1995 - Victoria Carl, Duits langlaufster
- 1996 - Jordan Pepper, Zuid-Afrikaans autocoureur
- 1996 - Dabney dos Santos Souza, Nederlands voetballer
- 1997 - Alessandro Delbianco, Italiaans motorcoureur
- 1997 - Dev Gore, Amerikaans autocoureur
- 1997 - Bas van Wijnen, Nederlands voetballer
- 1998 - Rico Rodriguez II, Amerikaans acteur
- 1998 - Steffen Tigges, Duits voetballer
- 1999 - Jelle Goselink, Nederlands voetballer
- 2000 - Kim Sae-ron, Zuid-Koreaans actrice (overleden 2025)
- 2001 - Analia Pigrée, Frans zwemster
- 2001 - Alex Walsh, Amerikaans zwemster
- 2002 - Paulos Abraham, Zweeds voetballer
- 2003 - Jan Castellon, Spaans wielrenner
- 2003 - Calvin Ramsay, Schots voetballer
- 2004 - Chiara D'Angelo, Oostenrijks voetbalster
- 2005 - Marcel Gladek, Sloveens wielrenner
- 2005 - Mike Penders, Belgisch voetballer
- 2005 - Jevon Simons, Nederlands voetballer

## Overleden

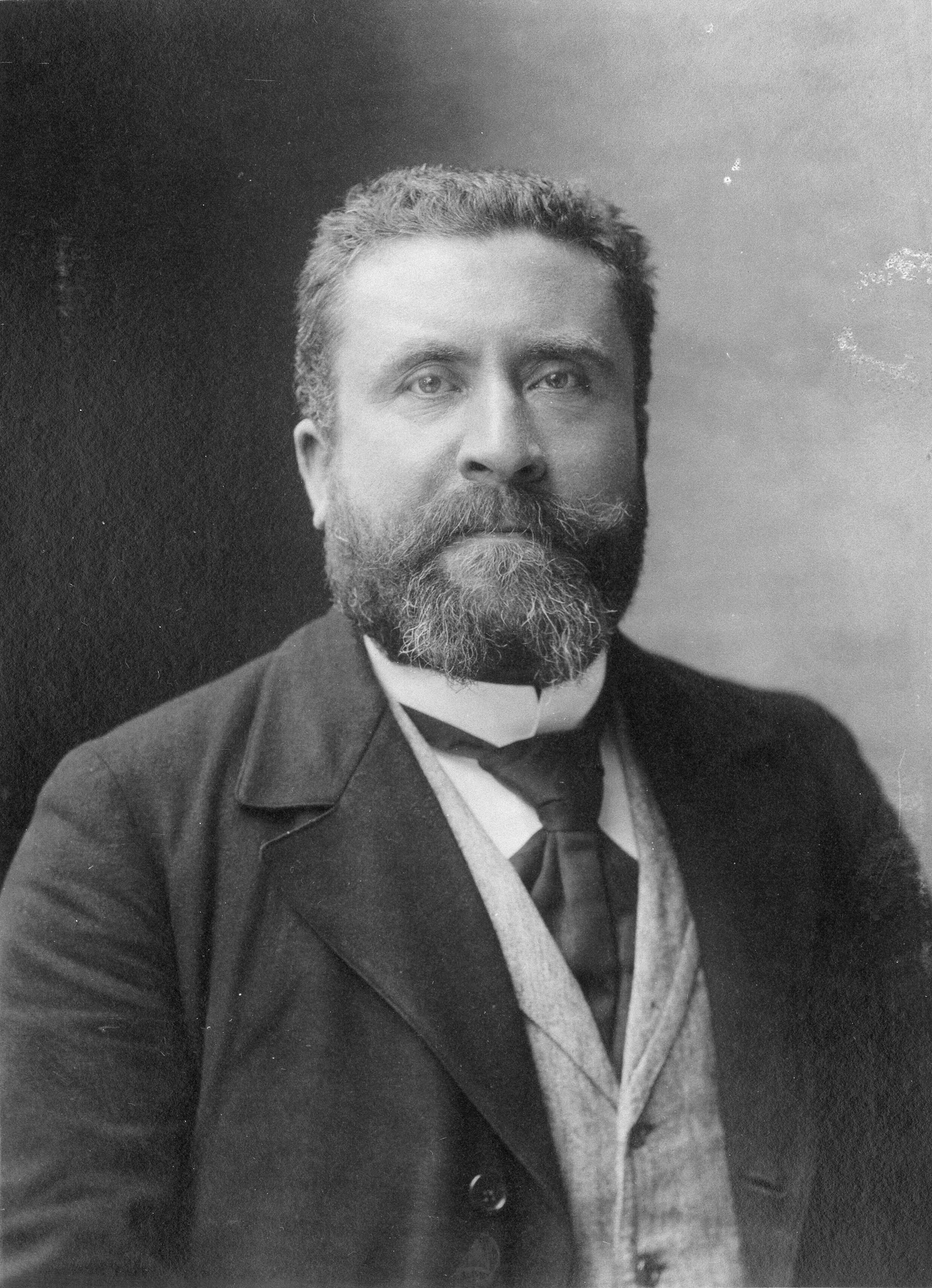
Jean Jaurès
overleden in 1914

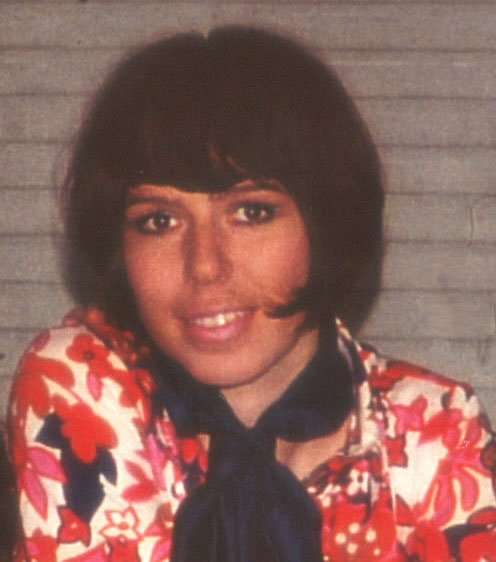
Alexandra
overleden in 1969

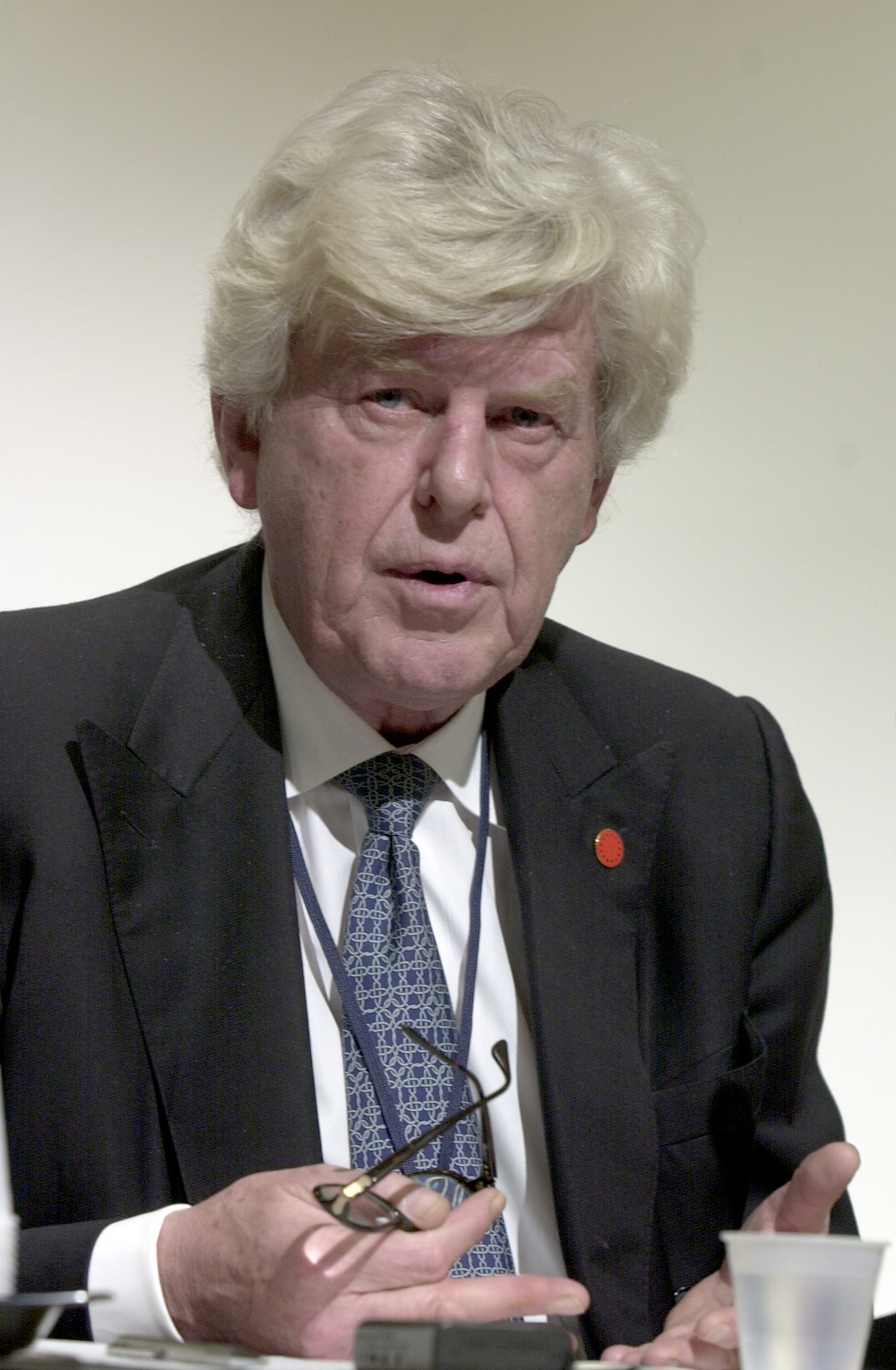
Wim Duisenberg
overleden in 2005

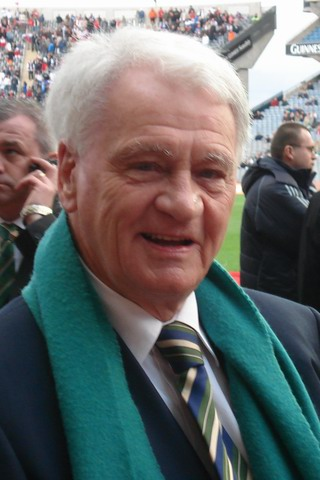
Bobby Robson
overleden in 2009

- 448 - Germanus van Auxerre, Frans bisschop
- 1556 - Ignatius van Loyola (64), Spaans heilige, stichter van de Sociëteit van Jezus
- 1784 - Denis Diderot (70), Frans schrijver en filosoof
- 1849 - Sándor Petőfi (26), Hongaars dichter
- 1875 - Andrew Johnson (66), zeventiende president van de Verenigde Staten
- 1880 - Jan van Stolk (53), Nederlands politicus
- 1884 - Kien Phuc (15), keizer van Vietnam
- 1886 - Franz Liszt (74), Oostenrijks-Hongaars componist
- 1914 - Jean Jaurès (54), Frans politicus
- 1916 - Philip Loots (50), Nederlands componist
- 1944 - Antoine de Saint-Exupéry (44), Frans beroepsvlieger en schrijver
- 1944 - Settela Steinbach (9), Holocaust-slachtoffer
- 1954 - Onofre Marimón (30), Argentijns autocoureur
- 1961 - Pol Deman (72), Belgisch wielrenner
- 1962 - Jemmy van Hoboken (61), Nederlands grafisch ontwerper, kunstschilder, illustratrice en tekenares
- 1964 - Jim Reeves (40), Amerikaans countryzanger
- 1968 - Theodoor Alexander Boeree (88), Nederlands beroepsofficier en krijgsgeschiedkundige
- 1969 - Alexandra (Doris Nefedov-Treitz) (27), Duits zangeres
- 1969 - Ruth Roellig (91), Duits schrijfster
- 1972 - Paul-Henri Spaak (73), Belgisch staatsman
- 1979 - Joseph Kotalla (71), Duits oorlogsmisdadiger
- 1982 - Henk van Spaandonck (69), Nederlands voetballer
- 1983 - Eva Pawlik (55), Oostenrijks kunstschaatsster
- 1986 - Iustin Moisescu (76), Roemeens hoogleraar en geestelijke
- 1986 - Chiune (Sempo) Sugihara (85), Japans diplomaat, consul in Litouwen
- 1986 - Teddy Wilson (73), Amerikaans jazz-pianist
- 1992 - Carlos Santos-Viola (82), Filipijns architect
- 1993 - Boudewijn (62), Belgisch koning
- 1994 - Jan Schoonhoven (80), Nederlandse beeldend kunstenaar
- 2001 - Francisco da Costa Gomes (87), Portugees militair en politicus
- 2001 - John McNicol (59), Zuid-Afrikaans autocoureur
- 2001 - Joris Tjebbes (71), Nederlands zwemmer
- 2002 - Corrina Konijnenburg (37), Nederlands meisje dat in 1967 bij Dorus op schoot "Poessie Mauw" zong
- 2003 - João Ferreira (Bigode) (81), Braziliaans voetballer
- 2005 - Wim Duisenberg (70), Nederlands econoom, politicus en bankier
- 2005 - Koji Tano (44), Japans noisemuzikant
- 2007 - Giuseppe Baldo (93), Italiaans voetballer
- 2009 - Chris Humphries (62), Brits botanicus
- 2009 - Bobby Robson (76), Engels voetballer en voetbaltrainer
- 2010 - Suso Cecchi D'Amico (96), Italiaans scenarioschrijfster
- 2010 - Mitch Miller (99), Amerikaans orkestleider en televisiepresentator
- 2011 - Andrea Pazzagli (51), Italiaans voetballer
- 2012 - Gore Vidal (86), Amerikaans schrijver, dramaticus en essayist
- 2012 - Frits Jan Willem den Ouden (98), Nederlands militair
- 2013 - Michael Ansara (91), Amerikaans acteur
- 2013 - Michel Donnet (96), Belgisch luchtmachtgeneraal
- 2013 - Harold Pollack (66), Surinaams minister
- 2015 - Roddy Piper (61), Canadees professioneel worstelaar en acteur
- 2016 - Bobbie Heine-Miller (106), Zuid-Afrikaans tennisspeelster
- 2016 - Fazil Iskander (87), Russisch schrijver
- 2016 - Chiyonofuji Mitsugu (61), Japans sumoworstelaar
- 2016 - Mike Mohede (32), Indonesisch zanger
- 2016 - Seymour Papert (88), Zuid-Afrikaans wiskundige en psycholoog
- 2017 - Gerard Bouman (64), Nederlands politiekorpschef
- 2017 - Alan Cameron (79), Brits classicus
- 2017 - Jeanne Moreau (89), Franse actrice
- 2019 - Jean-Luc Thérier (73), Frans rallyrijder
- 2020 - Alan Parker (76), Brits filmregisseur, scriptschrijver en filmproducent
- 2020 - Wim Scherpenhuijsen Rom (87), Nederlands bankier
- 2021 - Herminio Aquino (72), Filipijns zakenman en politicus
- 2022 - Hans Kemmink (75), Nederlands modeontwerper en fotograaf
- 2022 - Mo Ostin (95), Amerikaans muziekproducent
- 2022 - Fidel Ramos (94), president van de Filipijnen
- 2022 - Bill Russell (88), Amerikaans basketballer
- 2022 - Ayman al-Zawahiri (71), Egyptisch terrorist
- 2023 - Angus Cloud (25), Amerikaans acteur
- 2023 - Jason Morgan (87), Amerikaans geofysicus
- 2024 - Ismail Haniya (62/63), Palestijns politicus
- 2024 - André Juillard (76), Frans striptekenaar
- 2025 - Adriana Asti (94), Italiaans actrice
- 2025 - Flaco Jiménez (86), Amerikaans accordeonist
- 2025 - Ruud Oudenhoven (85), Nederlands politicus
- 2025 - Derk Sauer (72), Nederlands journalist en ondernemer
- 2025 - Robert Wilson (83) Amerikaans (theater)regisseur

## Viering/herdenking

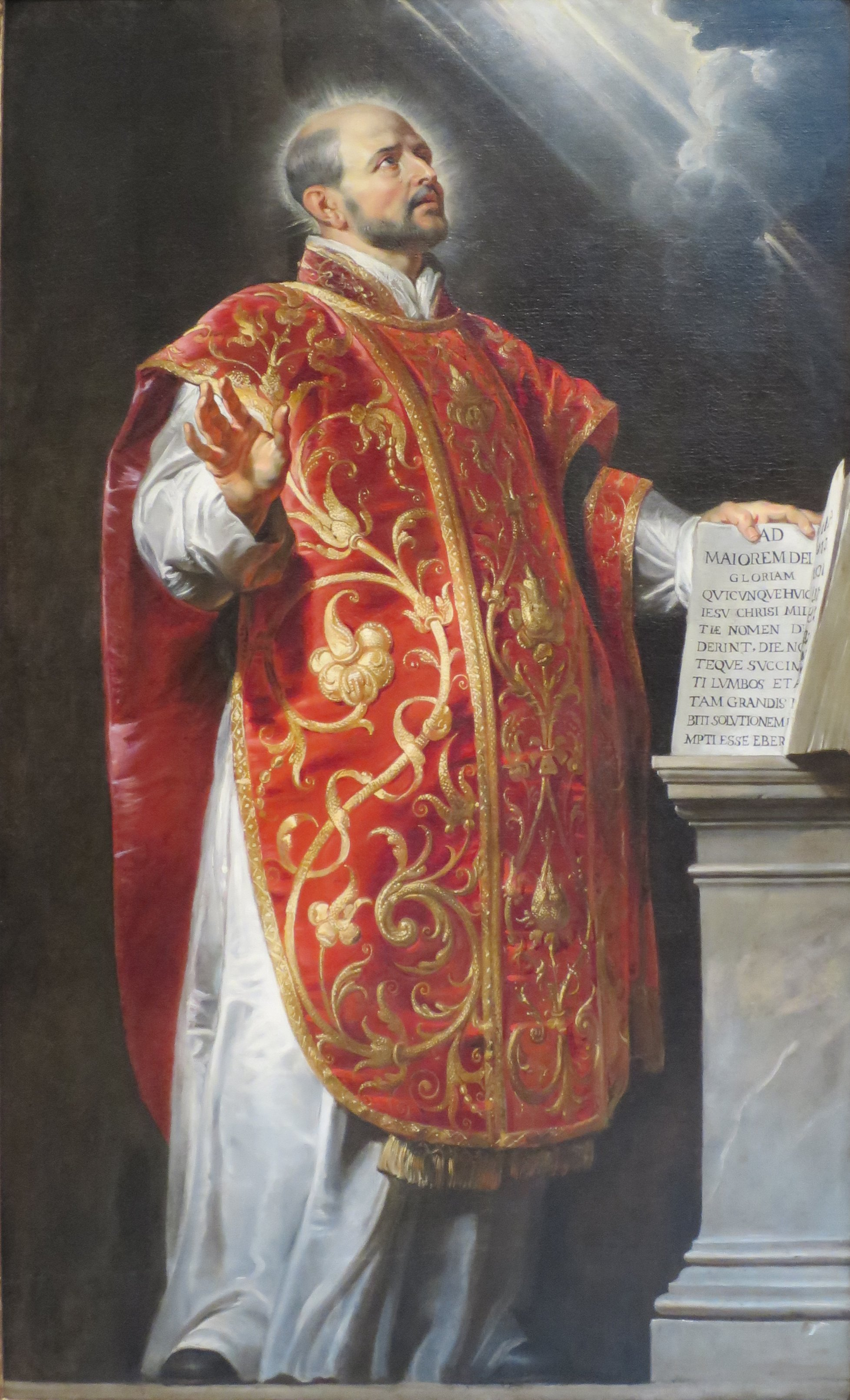
Ignatius van Loyola

- Hawaï: "Ka Hae Hawai‘i" (Dag van de vlag, Engels: Flag Day)
- Rooms-katholieke kalender:
  - Heilige Ignatius van Loyola († 1556), Gedachtenis
  - Heilige Germanus van Auxerre († 448)
  - Heilige Calimerius van Milaan († 280)
  - Heilige Justinus de Jacobis († 1860)
  - Zalige Solanus Casey († 1957)
  - Zalige Elisabeth Eppinger († 1867)
  - Zalige Cecília Schelingová († 1955)

## Weerextremen

### Nederland
| | Officiële records | Officiële records | Officiële records |      | Landelijke records | Landelijke records | Landelijke records    |
| Gebeurtenis | Jaar              | Extreem           | Locatie           | Jaar | Extreem            | Locatie            |                       |
| --- | ----------------- | ----------------- | ----------------- | ---- | ------------------ | ------------------ | --------------------- |
| Laagste etmaalgemiddelde temperatuur (°C) | 1965              | 12,6              | De Bilt           |      | 1907, 1965         | 11,3               | Eelde                 |
| Hoogste etmaalgemiddelde temperatuur (°C) | 1995              | 25,6              | De Bilt           |      | 2020               | 27,2               | Maastricht            |
| Laagste minimumtemperatuur (°C) | 2015              | 5,1               | De Bilt           |      | 2015               | 4,0                | Deelen                |
| Hoogste minimumtemperatuur (°C) | 1982              | 18,3              | De Bilt           |      | 1994               | 20,7               | Rotterdam Geulhaven   |
| Laagste maximumtemperatuur (°C) | 1953              | 15,3              | De Bilt           |      | 1956               | 13,3               | Eelde                 |
| Hoogste maximumtemperatuur (°C) | 1995              | 32,3              | De Bilt           |      | 2020               | 36,7               | Westdorpe             |
| Hoogste uurgemiddelde windsnelheid (m/s) | 1929              | 11,3              | De Bilt           |      | 1933 1989          | 17,5 17,5          | Vlissingen Huibertgat |
| Hoogste windstoot (m/s) | 1994              | 24,7              | De Bilt           |      | 1994               | 31,4               | Huibertgat            |
| Langste zonneschijnduur (uur) | 1942, 2020        | 14,3              | De Bilt           |      | 1957               | 14,8               | De Kooy, Leeuwarden   |
| Langste neerslagduur (uur) | 2023              | 12,8              | De Bilt           |      | 2023               | 13,4               | Heino                 |
| Hoogste etmaalsom van de neerslag (mm) | 1966              | 39,2              | De Bilt           |      | 2002               | 50,2               | Hupsel                |
| Laagste etmaalgemiddelde relatieve vochtigheid (%) | 1943              | 51                | De Bilt           |      | 1911               | 34                 | Eelde                 |
| Laagste uurwaarde luchtdruk op zeeniveau (hPa) | 1923              | 993,4             | De Bilt           |      | 1923               | 991,4              | De Kooy               |
| Hoogste uurwaarde luchtdruk op zeeniveau (hPa) | 1957              | 1027,0            | De Bilt           |      | 1957               | 1027,8             | De Kooy, Leeuwarden   |
| Officiële records worden altijd gemeten op het KNMI-weerstation in De Bilt. Landelijke records kunnen worden gemeten op elk officieel KNMI-weerstation in Nederland. |                   |                   |                   |      |                    |                    |                       |

Uitzonderlijke gebeurtenissen
- 1978 - Laatste officiële tropische dag van het jaar (maximumtemperatuur ≥ 30 °C in De Bilt)
- 1982 - Officieel hoogste minimumtemperatuur in °C van het jaar gemeten in De Bilt: 18,3
- 1999 - Eerste officiële tropische dag van het jaar (maximumtemperatuur ≥ 30 °C in De Bilt)
- 2023 - Officieel laagste maximumtemperatuur in °C van juli dit jaar gemeten in De Bilt: 18,7
- 2023 - Officieel langste neerslagduur in uren van juli dit jaar gemeten in De Bilt: 12,8
- 2023 - Officieel laagste uurwaarde luchtdruk op zeeniveau in hPa van juli dit jaar gemeten in De Bilt: 998,5

### België
Dagrecords
- 1936 en 1935 - Laagste etmaalgemiddelde temperatuur 12,7 °C
- 1995 - Hoogste etmaalgemiddelde temperatuur 25 °C
- 1935 - Laagste minimumtemperatuur 8,3 °C
- 1846 - Hoogste maximumtemperatuur 32,8 °C
- 1917 - Hoogste etmaalsom van de neerslag 36,8 mm

Uitzonderlijke gebeurtenissen
- 1917 - 88 mm regen in Dessel, in de Antwerpse Kempen.
- 1959 - 82 mm neerslag in Riemst en 98 mm in Botrange (Waimes).
- 1994 - Neerslagtotalen tot 86 mm in Geldenaken.

<< · 1 · 2 · 3 · 4 · 5 · 6 · 7 · 8 · 9 · 10 · 11 · 12 · 13 · 14 · 15 · 16 · 17 · 18 · 19 · 20 · 21 · 22 · 23 · 24 · 25 · 26 · 27 · 28 · 29 · 30 · 31 · >>